# Sutivania
Sutivania es un género de foraminífero bentónico considerado un sinónimo posterior de Rhapydionina de la subfamilia Rhapydionininae, de la familia Rhapydioninidae, de la superfamilia Alveolinoidea, del suborden Miliolina y del orden Miliolida. Su especie tipo era Sutivania likvae. Su rango cronoestratigráfico abarcaba el Cretácico superior.

## Clasificación
Sutivania incluye a la siguiente especie:
- Sutivania likvae †